# Якутик, Вячеслав Николаевич
Вячеслав Николаевич Якутик (1923—1995) — инженер, конструктор, 01.12.1965—30.10.1975 директор завода п/я 32 (Новосибирский завод «Химаппарат»). Один из руководителей атомной отрасли.
Родился 16 марта 1923 г. в Минске.
В 1940—1942 гг. — студент Московского авиационного института.
В 1942—1945 гг. служил в РККА (мл. лейтенант). После демобилизации восстановился в МАИ, который окончил в 1950 г. (факультет радиолокации). В том же году прошёл курсы повышения квалификации при Московском высшем техническом училище им. Н.Э. Баумана.
В 1950—1957 гг. инженер, руководитель группы и начальник отдела КБ-11 (ВНИИЭФ (Арзамас-16), почтовый ящик № 975.
С мая 1957 г. главный инженер, с 1 декабря 1965 г. — директор ПО «Север» (завод п/я 32, Новосибирский завод «Химаппарат»).
Был инициатором и руководителем внедрения автоматизированной системы управления производством.
В 1975 г. был переведён на должность начальника 17 ГУ МСМ (Главатомприбор), отвечал за выпуск приборов и систем контроля предприятий атомной промышленности, включая контроль ядерной безопасности.
С ноября 1988 г. на пенсии.
Награждён орденами Ленина, Трудового Красного Знамени (дважды, в т. ч. 1956), Отечественной войны II степени, и многими медалями, в том числе «За боевые заслуги» (1945), «За победу над Германией» (1945),«За трудовую доблесть» (1954).
Умер в 1995 г. в Москве.